# كتلة الجمهورية القوية
كتلة الجمهورية القوية هي الكتلة النيابية للقوات اللبنانية في مجلس النواب اللبناني. ويرأسها النائب ونائب رئيس حزب القوات اللبنانية جورج عدوان. وتتكون الكتلة من 19 نائباً منذ الانتخابات العامة 2022، مما يجعلها أكبر كتلة في مجلس النواب اللبناني.

## ملخص الانتخابات
| انتخاب | مقاعد    | يتغير |
| ------ | -------- | ----- |
| 2005   | 6 / 128  | جديد  |
| 2009   | 8 / 128  | ▲ 2   |
| 2018   | 15 / 128 | ▲ 7   |
| 2022   | 19 / 128 | ▲ 4   |

## نواب دورة 2005-2009
| اسم              | منطقة الانتخابات | الانتماء السياسي | طائفة                 |
| ---------------- | ---------------- | ---------------- | --------------------- |
| فريد حبيب        | الكورة           | القوات اللبنانية | الأرثوذكسية اليونانية |
| انطوان موسى زهرة | البترون          | القوات اللبنانية | ماروني                |
| ستريدا طوق       | بشري             | القوات اللبنانية | ماروني                |
| إيلي كيروز       | بشري             | القوات اللبنانية | ماروني                |
| جورج عدوان       | الشوف            | القوات اللبنانية | ماروني                |
| ادمون نعيم       | بعبدا            | مستقل            | ماروني                |

## نواب دورة 2009 – 2018
| اسم              | منطقة الانتخابات | الانتماء السياسي | طائفة                 |
| ---------------- | ---------------- | ---------------- | --------------------- |
| فريد حبيب        | الكورة           | القوات اللبنانية | الأرثوذكسية اليونانية |
| انطوان موسى زهرة | البترون          | القوات اللبنانية | ماروني                |
| ستريدا جعجع      | بشري             | القوات اللبنانية | ماروني                |
| إيلي كيروز       | بشري             | القوات اللبنانية | ماروني                |
| جورج عدوان       | الشوف            | القوات اللبنانية | ماروني                |
| طوني ابو خاطر    | زحلة             | القوات اللبنانية | اليونانية الكاثوليكية |
| شانت تشينشينيان  | زحلة             | القوات اللبنانية | الأرمن الأرثوذكس      |
| جوزيف معلوف      | زحلة             | القوات اللبنانية | الأرثوذكسية اليونانية |

## نواب دورة 2018 – 2022
| اسم                                | منطقة الانتخابات | الانتماء السياسي | طائفة                 |
| ---------------------------------- | ---------------- | ---------------- | --------------------- |
| عماد واكيم                         | بيروت 1          | القوات اللبنانية | الأرثوذكسية اليونانية |
| وهبي قطيشة                         | عكار             | القوات اللبنانية | الأرثوذكسية اليونانية |
| فادي سعد                           | البترون          | القوات اللبنانية | ماروني                |
| ستريدا طوق                         | بشري             | القوات اللبنانية | ماروني                |
| جوزيف اسحق                         | بشري             | القوات اللبنانية | ماروني                |
| زياد الحواط                        | جبيل             | القوات اللبنانية | ماروني                |
| شوقي دكاش                          | كسروان           | القوات اللبنانية | ماروني                |
| إيدي أبي اللمع                     | المتن            | القوات اللبنانية | ماروني                |
| بيار بو عاصي                       | بعبدا            | القوات اللبنانية | ماروني                |
| أنيس نصار                          | عاليه            | القوات اللبنانية | الأرثوذكسية اليونانية |
| جورج عدوان                         | الشوف            | القوات اللبنانية | ماروني                |
| جورج عقيص                          | زحلة             | القوات اللبنانية | اليونانية الكاثوليكية |
| انطوان حبشي                        | بعلبك الهرمل     | القوات اللبنانية | ماروني                |
| جان طلوزيان تم طرده في أكتوبر 2020 | بيروت 1          | مستقل            | الأرمن الكاثوليك      |
| سيزار معلوف تم طرده في أغسطس 2021  | زحلة             | مستقل            | الأرثوذكسية اليونانية |

## نواب دورة 2022 – 2026
| اسم             | منطقة الانتخابات          | الانتماء السياسي       | طائفة                 |
| --------------- | ------------------------- | ---------------------- | --------------------- |
| غسان حاصباني    | بيروت 1                   | القوات اللبنانية       | الأرثوذكسية اليونانية |
| جهاد بقرادوني   | بيروت 1                   | القوات اللبنانية       | الأرمن الأرثوذكس      |
| الياس خوري      | الشمال 2 – طرابلس         | القوات اللبنانية       | ماروني                |
| فادي كرم        | الشمال 3 - الكورة         | القوات اللبنانية       | الأرثوذكسية اليونانية |
| ستريدا جعجع     | الشمال 3 - بشري           | القوات اللبنانية       | ماروني                |
| غياث يزبك       | الشمال 3 - البترون        | القوات اللبنانية       | ماروني                |
| زياد الحواط     | جبل لبنان 1 - جبيل        | القوات اللبنانية       | ماروني                |
| شوقي دكاش       | جبل لبنان 1 - كسروان      | القوات اللبنانية       | ماروني                |
| ملحم رياشي      | جبل لبنان 2 - المتن       | القوات اللبنانية       | اليونانية الكاثوليكية |
| رازي الحاج      | جبل لبنان 2 - المتن       | القوات اللبنانية       | ماروني                |
| بيار بو عاصي    | جبل لبنان 3 - بعبدا       | القوات اللبنانية       | ماروني                |
| نزيه متى        | جبل لبنان 4 - عاليه       | القوات اللبنانية       | الأرثوذكسية اليونانية |
| جورج عدوان      | جبل لبنان 4 - الشوف       | القوات اللبنانية       | ماروني                |
| غادة أيوب       | الجنوب 1 - جزين           | القوات اللبنانية       | اليونانية الكاثوليكية |
| سعيد الأسمر     | الجنوب 1 - جزين           | القوات اللبنانية       | ماروني                |
| الياس اسطفان    | البقاع 1 - زحلة           | القوات اللبنانية       | الأرثوذكسية اليونانية |
| جورج عقيس       | البقاع 1 - زحلة           | القوات اللبنانية       | اليونانية الكاثوليكية |
| انطوان حبشي     | البقاع 3 - بعلبك - الهرمل | القوات اللبنانية       | ماروني                |
| كميل دوري شمعون | جبل لبنان 3 - بعبدا       | الحزب الوطني الليبرالي | ماروني                |

## قائمة مشاريع القوانين المقترحة في البرلمان
| تاريخ      | النائب                  | اسم                                           | التفاصيل |
| ---------- | ----------------------- | --------------------------------------------- | --- |
| 02-06-2012 | إيلي كيروز              | إلغاء عقوبة الإعدام في لبنان                  | وينبغي إلغاء عقوبة الإعدام في جميع الحالات ضمن التشريعات اللبنانية، ولا سيما في قانون العقوبات وقانون العقوبات العسكري. وبدلاً من ذلك ينبغي استبدالها بعقوبة السجن المؤبد مع الأشغال الشاقة أو السجن المؤبد، حسب طبيعة الجريمة المرتكبة وظروفها. |
| 29-07-2016 | إيلي كيروز              | إلغاء قانون زواج الاغتصاب اللبناني المادة 522 | تقديم قانون إلغاء المادة 522 من قانون العقوبات اللبناني التي تسمح لمرتكب جرائم الاعتداء على العرض بالإفلات من الملاحقة إذا تزوج المجني عليها.                                                                                                   |
| 02-08-2023 | ملحم الرياشي، جورج عقيص | تقنين الزواج المدني الاختياري في لبنان        | وللزوجين حرية اختيار أي بلدية لإقامة حفل زفافهما، طالما أن البلدية تضم 15 عضوًا على الأقل. وسيتم الاعتراف بزواجهما قانونيًا وتحكمه المحكمة ضمن نفس الولاية القضائية. يحق لغير اللبنانيين عقد زواج مدني على الأراضي اللبنانية وفق هذا القانون.     |

## ملخص أحداث الكتلة

### كتلة 2005
ورفضت الكتلة التصويت لنبيه بري في انتخابات رئيس مجلس النواب اللبناني عام 2005.
في 23 كانون الثاني (يناير) 2006، توفي النائب إدمون نعيم.

### كتلة 2009
في 15 يوليو 2012، فاز مرشح القوات اللبنانية فادي كرم في الانتخابات الفرعية لشغل مقعد المرحوم فريد حبيب.
وفي عام 2016، اقترحت الكتلة قانونًا يحمي النساء وأفراد الأسرة الآخرين من العنف المنزلي. 

### كتلة 2018
ورفض أعضاء الكتلة التصويت لنبيه بري في انتخابات رئيس مجلس النواب اللبناني 2018، باستثناء سيزار معلوف الذي طُرد لاحقاً من الكتلة في 20 أغسطس 2021.
في 31 آب 2020، رشحت كتلة الجمهورية القوية نواف سلام لتشكيل الحكومة رئيساً للوزراء.

### كتلة 2022
رفضت الكتلة التصويت لنبيه بري في انتخابات رئيس مجلس النواب اللبناني 2022، وطلبت من نوابها كتابة "الجمهورية القوية" على أوراقهم.
وفي 19 يوليو 2022، اقترح النائب رازي الحاج قانونًا لاعتماد نظام الأغلبية في الانتخابات البلدية.
وفي 14 سبتمبر 2022، قاطعت القوات اللبنانية جلسة مجلس النواب بسبب ذكرى اغتيال بشير الجميل. 

## حلفاء الكتلة
- التجمع الديمقراطي
- حزب الكتائب
- كتلة التجديد

## أنظر أيضا
- قائمة أعضاء مجلس النواب اللبناني 2005-2009
- قائمة أعضاء مجلس النواب اللبناني 2009-2017
- قائمة أعضاء مجلس النواب اللبناني 2018-2022
- قائمة أعضاء مجلس النواب اللبناني 2022-2026